# LIMS2
LIMS2 (англ. LIM zinc finger domain containing 2) – білок, який кодується однойменним геном, розташованим у людей на 2-й хромосомі. Довжина поліпептидного ланцюга білка становить 341 амінокислот, а молекулярна маса — 38 916.
| 10         |  | 20         |  | 30         |  | 40         |  | 50         |
| ---------- |  | ---------- |  | ---------- |  | ---------- |  | ---------- |
| MTGSNMSDAL |  | ANAVCQRCQA |  | RFSPAERIVN |  | SNGELYHEHC |  | FVCAQCFRPF |
| PEGLFYEFEG |  | RKYCEHDFQM |  | LFAPCCGSCG |  | EFIIGRVIKA |  | MNNNWHPGCF |
| RCELCDVELA |  | DLGFVKNAGR |  | HLCRPCHNRE |  | KAKGLGKYIC |  | QRCHLVIDEQ |
| PLMFRSDAYH |  | PDHFNCTHCG |  | KELTAEAREL |  | KGELYCLPCH |  | DKMGVPICGA |
| CRRPIEGRVV |  | NALGKQWHVE |  | HFVCAKCEKP |  | FLGHRHYEKK |  | GLAYCETHYN |
| QLFGDVCYNC |  | SHVIEGDVVS |  | ALNKAWCVSC |  | FSCSTCNSKL |  | TLKNKFVEFD |
| MKPVCKRCYE |  | KFPLELKKRL |  | KKLSELTSRK |  | AQPKATDLNS |  | A          |

A: Аланін

C: Цистеїн

D: Аспарагінова кислота

E: Глутамінова кислота

F: Фенілаланін

G: Гліцин

H: Гістидин

I: Ізолейцин

K: Лізин

L: Лейцин

M: Метіонін

N: Аспарагін

P: Пролін

Q: Глутамін

R: Аргінін

S: Серин

T: Треонін

V: Валін

W: Триптофан

Кодований геном білок за функцією належить до фосфопротеїнів. 
Задіяний у такому біологічному процесі, як альтернативний сплайсинг. 
Білок має сайт для зв'язування з іонами металів, іоном цинку. 
Локалізований у клітинній мембрані, ядрі, мембрані, клітинних контактах.